# Daruvar
Daruvar – miasto w centralnej Chorwacji, w żupanii bielowarsko-bilogorskiej, siedziba miasta Daruvar. W 2011 liczył 8567 mieszkańców.
Pierwsza szkoła w mieście została otwarta w 1856. Dzięki hrabinie Ljudevicie Janković w 1866 utworzono szkołę dla kobiet.
W mieście istnieje kościół i sala królestwa Świadków Jehowy.